# Ellipse de sûreté
 (septembre 2010).
En balistique extérieure, pour des distances importantes du projectile, la notion d'ellipse de sûreté généralise celle de  parabole de sûreté. 

## Description
On considère un modèle de Terre sphérique de centre T et une base B de lancement. On pose TB = R.
Un projectile balistique P est lancé de B avec la vitesse V0 faisant l'angle {\displaystyle \alpha } avec la verticale TB. Le module de V0 est inférieur à la vitesse de libération (√2gR = 11,2 km/s sur Terre).
Lancé verticalement ({\displaystyle \alpha =0}), B atteint au maximum le point H d'altitude {\displaystyle z'} telle que {\displaystyle 1/z'=1/z-1/R} avec {\displaystyle z={\tfrac {V_{0}^{2}}{2g}}}). Quand la hausse du canon varie, des points restent donc hors de portée : ils sont en sûreté en dehors d'une courbe (C), appelée de ce fait courbe de sûreté.
Cette courbe (C) est l'ellipse de foyers B et T, passant par H, ce qui définit entièrement (C).

## Vitesses cosmiques
En particulier, dès que V0 dépasse √gR (= 8,2 km/s sur Terre), l'ellipse (C) enclot la Terre entière : cette vitesse critique, annonciatrice de la guerre froide et de ses missiles balistiques intercontinentaux, fut redoutée dès la fin de la Seconde Guerre mondiale et fut appelée première vitesse cosmique ; la vitesse de libération s'appelle deuxième vitesse cosmique. La vitesse de libération du Système Solaire s'appelle la troisième vitesse cosmique (environ 17 km/s pour le Système solaire).
Tous ces résultats sont présentés sans tenir compte de l'existence d'une atmosphère.
Si V0 est petit devant √gR, l'ellipse de sûreté se réduit au cas plus simple de la parabole de sûreté.